# Ekrem Reşit Rey
Ekrem Reşit Rey (Istanbul, 1900 - 13 de juliol de 1959) va ser un escriptor turc, més conegut com a guionista de les operetes compostes pel seu germà Cemal Reşit Rey. Fill d'Ahmet Reşit Rey, home d'estat turc-otomà, de petit va rebre clases de pintura. El seu pare era un home d'arts i escrivia poemes amb el pseudònim H. Nazım. El 1913, es va traslladar amb la seva família a París on va continuar la secundaria que havia iniciat al Galatasaray Lisesi de Galatasaray, Istanbul, a Liceu Buffon. Amb la Gran Guerra Ekrem i el seu germà, Cemal, van anar a Suïssa amb la seva mare. Va estudiar belles arts a Ginebra. El 1919, van tornar a Turquia, quan el pare fou designat Ministre de l'Interior. Va ser professor de francés i va escriure tant en turc com en francès. Una de les seves novel·les, Désorientée, va ser publicada a França el 1930. En la dècada de 1930 va escriure i traduir obres de teatre per a posar en escena a Istanbul. Juntament amb el seu germa Cemal, va fer operetes i musicals. Va escriure la seva primera obra de tipus opereta-revue, Üç Saat (Tres hores) a l'any 1932, obra que fou seguida, el 1933, per Lüküs Hayat (Vida luxosa), la seva obra més coneguda. També va adaptar moltes novel·les a teatre per a ser transmeses per la radio.